# ベティ・ストーブ

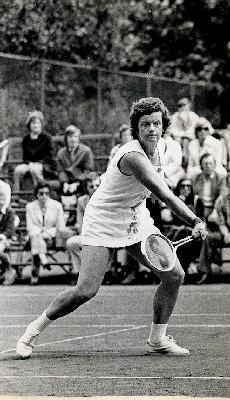
ベティ・ストーブ（1973年）

ベティ・ストーブ（Betty Stöve, 1945年6月24日 - ）は、オランダ・ロッテルダム出身の元女子プロテニス選手。1977年のウィンブルドン準優勝者で、4大大会女子ダブルス6勝・混合ダブルス4勝を挙げた名選手である。身長180cm、体重70kg、右利き。WTAツアーでシングルス2勝、ダブルス11勝を挙げた。「オランダ貴婦人」を意味する“Dutchess”（ダッチェス）という敬称で呼ばれた。ストーブのテニスは、強力なサーブとボレーを大きな武器にした。
ストーブの現役選手生活は1964年から始まり、この年から女子テニス国別対抗戦・フェデレーションカップ（現在の名称はフェドカップ）のオランダ代表選手となる。彼女にとって最大のハイライトが訪れた1977年のウィンブルドンでは、決勝戦で地元イギリスのバージニア・ウェードと対戦することになった。試合当日は地元選手ウェードの応援のため、会場はかつてないほどの熱気に包まれた。ストーブもオランダ人女子テニス選手として最初のウィンブルドン優勝者を目指し、第1セットを 6-4 で先取したが、続く2セットを 3-6, 1-6 の逆転で落とし、結局 6-4, 3-6, 1-6 のスコアで準優勝に終わった。優勝したウェードは、イギリス人選手として現時点で最後のウィンブルドン優勝者になったが、ストーブの後にも4大大会の女子シングルス決勝に進出したオランダ人選手はまだいない。同年は全米オープンでもシングルス準決勝に進出したが、第1シードのクリス・エバートに 3-6, 5-7 で敗れた。
ストーブはダブルスの名手として知られ、1972年に4大大会の女子ダブルスで年間3冠獲得を達成した。そのうち全仏オープンとウィンブルドンではビリー・ジーン・キング夫人とペアを組み、全米オープンではフランソワーズ・デュール（フランス）と組んで優勝している。その後、ストーブはデュールとペアを組むことが多くなった。このペアが、1975年ウィンブルドンの女子ダブルス決勝で沢松和子とアン清村組に 5-7, 6-1, 5-7 で敗れた相手である。混合ダブルスでは、ストーブはフルー・マクミラン（南アフリカ）と組んで4勝を挙げた。
ストーブのシングルス・キャリアとフェドカップ代表選手の経歴は1983年で終わったが、ダブルスの試合には1985年まで出場していた。現役引退後は国際テニス連盟（ITF）の経営委員を務めたこともある。また、1980年-1990年までハナ・マンドリコワのコーチを務めたこともあった。

## 4大大会ダブルス優勝
- 全仏オープン　女子ダブルス：2勝（1972年・1979年）
- ウィンブルドン　女子ダブルス：1勝（1972年）／混合ダブルス：2勝（1978年・1981年）　［女子シングルス準優勝：1977年］
- 全米オープン　女子ダブルス：3勝（1972年・1977年・1979年）／混合ダブルス：2勝（1977年・1978年）